# Цегельский, Лонгин Михайлович
Лонги́н Михайлович Цеге́льский (29 июля 1875 — 13 декабря 1950) — украинский государственный и политический деятель, дипломат, журналист.

## Биография

### Ранние годы
Родился в семье греко-католического священника. Потомок двух старинных родов священнослужителей.
В 1886—1894 гг. учился во Львовской академической гимназии. Окончил юридический факультет Львовского университета. в 1898—1899 гг. находился на стажировке сначала в Министерстве иностранных дел в Вене, а затем — в австро-венгерском посольстве в Стокгольме. По возвращении защитил кандидатскую диссертацию по юриспруденции.
Со студенческих лет являлся активным членом украинского национального движения. В 1899−1902 гг. член организации «Молодая Украина», член редколлегии одноименного журнала, организовывал студенческие забастовки и крестьянские выступления в Галиции. Поддерживал тесные отношения с Николаем Михновским. Был делегатом на студенческом съезде в Великобритании, где выступил с критикой российского правительства и российского императора, за что подвергся на родине краткосрочному аресту.
После окончания университета работал в адвокатуре, но затем полностью посвятил себя политической журналистике. В 1907−1908 гг. редактор-издатель украинофильской газеты «Діло», редактировал также газету «Свобода», журналы «Украинское слово», «Литературно-научный вестник». Член главной управы общества «Сокол», член надзорного совета банка «Днестр», один из директоров Земельного Ипотечного банка Галиции.

### Политическая карьера
С 1911 г. — депутат рейхсрата, с 1913 г. — галицкого сейма от Украинской национально-демократической партии. Имя Лонгина Цегельского упоминается в «Талергофском альманахе», в роли свидетеля обвинения на Втором венском процессе, по результатам которого были присуждены к смертной казни, но потом помилованы 24 галицко-русских общественных деятеля.
В годы Первой мировой войны Цегельский был членом и одним из основателей украинских организаций — Главной украинской рады, Всеобщей украинской рады, Боевой управы украинских сичевых стрельцов, которые с территории Австро-Венгрии и Турции вели против России диверсионно-пропагандистскую работу на деньги австрийской и немецкой разведок. Средства, выделяемые немцами и австрийцами на эту деятельность, «считались государственным долгом будущей самостийной Украины». Работал в Комиссии по вопросам беженцев и Комитете помощи беженцев. Играл одну из центральных ролей в деятельности Союза освобождения Украины, был одним из авторов его манифеста, автором и редактором множества его изданий.
18 октября 1918 г. вошёл в состав Украинской Национальной Рады Западноукраинской Народной Республики (ЗУНР). Один из командующих украинских сечевиков в Ноябрьском восстании. С ноября 1918 г. государственный секретарь внутренних дел государственного секретариата (правительства) ЗУНР. Автор текста предварительного договора объединения ЗУНР и УНР. В январе-феврале 1919 г. руководил секретариатом иностранных дел ЗУНР в статусе секретаря без портфеля. С января 1919 года также являлся заместителем министра иностранных дел УНР. В 1920−1921 годах занимал пост представителя правительства ЗУНР в США. В 1921−1922 гг. выполнял дипломатические поручения правительства ЗУНР в изгнании в Японии.

### Эмиграция
После образования СССР остался в США., активно участвовал в общественно-политической жизни украинской диаспоры, организатор Временного главного украинского комитета помощи. Некоторое время преподавал украинские дисциплины на украинском отделении протестантской теологической семинарии Блуфильда, штат Нью-Джерси. Редактировал «Украинский вестник» (Нью-Йорк), с 1943 г. редактор газеты «Америка» (Филадельфия), преподавал на «Украинских образовательных курсах».
Умер в Филадельфии, похоронен на украинском кладбище в Фокс-Чейс.

## Семья
Отец, Михаил Цегельский (1848−1944), — депутат галицкого сейма, Генеральный викарий Украины, основатель униатской церкви Христа-Спаса. Жена с 1905 г. — пианистка Ольга Дуткевич. Родной брат Лонгина - Игнатий Цегельский является прадедом (дедом матери) Олега Тягнибока, сестра — Евгения Цегельская — жена известного украинского историка Мирона Кордубы.

## Сочинения
- М. П. Драгоманів, його думки, діяльність і значінє // Молода Україна, Ч. II. Львів, 1900.
- 1. Цегельський Л. Русь-Україна і Московщина. Історична розвідка / Лонгин Цегельський. З фундациї ім. Ст. Дубравского, 8-ма преміована книжочка. Львів: Коштом і заходом товариства «Просьвіта», 1901. 92 с.
- Страйкові права або чи вільно страйкувати? Львів, 1903.
- Проч з куриями! Проч з панованєм панів! Нехай живе загальне, безпосередне, рівне і тайне право голосування. Львів, 1905.
- Що чувати з виборчою реформою? Проєкт бар. Гавча, що з ним діє ся та що руским хлопам чинити. Львів, 1906.
- Звідки взялися і що значать назви «Русь» і «Україна»? Львів, 1907. (переиздание — Вінніпег, 1917).
- Соймова кріза в Галичині // ЛНВ, 1910. — Т. 52.
- Українці в новім парляменті // ЛНВ, 1911. — Т. 56.
- По сесії галицького сейму // ЛНВ, 1912. — Т. 57.
- За український університет у Львові // ЛНВ, 1912. — Т. 58.
- Місяць з'їздів та резолюцій // ЛНВ, 1913. — Т. 61.
- За що ведеся виборча борба? Львів, 1913.
- Rusia ţaristă — asupritoarea popoarelor. Bucureşti, 1914.
- Не освободителка, а потисница на народитъ (Как Русия «освобождава» Украина). София, 1914. 48 с.
- Internationale Bedeutung der Ukraina // Ukrainisches Korrespondenzblatt № 6. Wien, 1914.
- Die Unkenntnis des ukrainischen Problems und der Krieg // Ukrainische Nachrichten № 17. Wien, 1915.
- Die grossen politischen Aufgaben des Krieges im Osten und die ukrainische Frage. Berlin: Zentralstelle des Bundes zur Befreiung der Ukraine; 1915. 44 S.
- Der Krieg, die Ukraina und die Balkanstaaten: Nicht ein Befreier, sondern ein Unterdrucker der Völker. Wien, 1915.
- Украинството нъмска интрига, ли е? София, 1915.
- З чого виникла війна та що вона нам може принести. Відень, 1915.
- Самостійна Україна. Відень, 1915.
- Ukraina sveriges beriglömbda bundsförvani. Stockholm: A-B Nya Dagligt Allehandas Tryckeri; 1915. 180 S.
- Was soll jeder Soldat über die Länder nördlich der Karpathen und östlich des Weichsel-und Sanflusses wissen? Berlin: C. Kroll, 1915.
- Україна й Туреччина // Україна, Росія й Туреччина. Царгород, 1915.
- Цегельский Л. Русь-Україна а Московщина-Росія : історично-політична розвідка : з картою України / Льонґін Цегельський.  2-ге вид. Царгород: З друк. Союза визволення України, 1916. 123 с.
- Про причини Великої світової війни // На переломi. Памяткова книжка и Календарь Союза Визволення України на 1916 рік. Відень, 1916.
- Після 573 літ прірви // Український прапор № 23-25. Відень, 1919.
- До питання про орієнтацію // Український прапор № 5. Відень, 1920.
- Як це було? Спогади з часу повстання української держави // Український вістник № 4. Нью Йорк, 1927.
- Митрополит Андрій Шептицький. Філадельфія, 1937.
- Памяти Евгена Петрушевича // Америка № 128—134. Філадельфія, 1940.
- Як то справді було на Першого Листопада // Америка. Філадельфія, 7 листопада 1947.
- Від леґенди до правди (воспоминания). Нью Йорк-Філадельфія, 1960.
- Цегельський Л. Від легенд до правди: Спомини про події в Україні, зв'язані з першим листопада 1918 р. Львів : Свічадо, 2003. 336 с.